# Kim Kun-hoan
Kim Kun-hoan (Corea del Sur, 12 de agosto de 1986) es un futbolista surcoreano. Juega de defensa y su actual equipo es el Albirex Niigata de Japón.

## Selección nacional
Ha sido internacional con la selección de fútbol de Corea del Sur, ha jugado 1 partido internacional.

## Clubes
| Club                       | País  | Año       |
| -------------------------- | ----- | --------- |
| Yokohama Marinos           | Japón | 2008-2009 |
| Montedio Yamagata (cedido) | Japón | 2010      |
| Yokohama Marinos           | Japón | 2011      |
| Sagan Tosu (cedido)        | Japón | 2012      |
| Albirex Niigata            | Japón | 2013      |